# Произведение искусства (рассказ)
Произведение искусства — рассказ Антона Павловича Чехова. Написан в 1886 году, впервые напечатан в 1886 году в журнале «Осколки» № 50 от 13 декабря с подписью А. Чехонте.

## Публикации
Рассказ А. П. Чехова «Произведение искусства» написан в 1886 году, впервые напечатан в 1886 году в журнале «Осколки» № 50 от 13 декабря с подписью А. Чехонте, в 1887 году включен в сборник «Невинные речи», в 1891 году — в сборник «Пестрые рассказы», вошел в издание А. Ф. Маркса.
Издатель Н. А. Лейкин писал Чехову в 1886 году: «Последний рассказ Ваш очень забавен. Цензор его пропустил, вымарав только два слова: „райский“ — змий не должен быть райским — и „опохабил“. Вот такие рассказы именно для юмористических журналов и надо».
При жизни Чехова рассказ переводился на болгарский, немецкий, норвежский, польский, румынский и чешский языки.

## Критика
Критик Я. В. Абрамов писал о рассказе Чехова «Произведение искусства»: «…среди его произведений есть некоторое количество вещиц, проникнутых самым веселым, самым беззаботным юмором, — таких, которые действительно были на месте в юмористических изданиях… Но и в этих, в сущности совершенно невинных по сюжету, произведениях уже замечается кое-что большее, нежели невинное вышучивание курьезных явлений жизни».

## Сюжет
Действие рассказа начинается в кабинете доктора Кошелькова. К нему пришел с пакетом из «Биржевых ведомостей» Саша Смирнов.
Мальчик передал от матери благодарность доктору за излечение и пакет, в котором был канделябр старой бронзы. На канделябре были изображены «две женские фигуры в костюмах Евы … Фигуры кокетливо улыбались и вообще имели такой вид, что, кажется, если бы не обязанность поддерживать подсвечник, то они спрыгнули бы с пьедестала и устроили бы в комнате …дебош».
Доктор долго отказывался от подарка, но мальчик, посетовав, что для канделябра нет пары, настоял и оставил у него пакет. После ухода пациента доктор стал думать — кому бы подарить канделябр. И нашел. Он подарил его приятелю — адвокату Ухову. От Ухова произведение искусства отошло комику Шашкину, который, в свою очередь, продал его госпоже Смирновой, собиравшей старинную бронзу.
Дня через два к доктору Кошелькову опять пришёл Саша Смирнов. В руках у него был тот самый канделябр! Он сказал: «Доктор! Представьте мою радость! На ваше счастье, нам удалось приобрести пару для вашего канделябра!.. Мамаша так счастлива… Я единственный сын у матери… вы спасли мне жизнь…» На это доктор не смог ничего ответить.

## Экранизация
- 1953 — Произведение искусства (ТВ) (США), режиссёры Эдди Дэвис, Джон Гиллермин (сериал «Твоя любимая пьеса»).
- В 1959 году по рассказу А. П. Чехова «Произведение искусства» снят одноименный короткометражный фильм. Режиссер: Марк Ковалёв. В роли Саши Смирнова — Евгений Леонов, в роли доктора Ивана Николаевича — Сергей Мартинсон.

- 1975 — Произведение искусства / Taiteen tuote (ТВ) (Финляндия), режиссёр Мауно Хивёнен[фин.].